# Ngựa Kalmyk
Ngựa Kalmyk, còn được gọi với cái tên khác là ngựa Kalmykia, là một giống ngựa quý hiếm có nguồn gốc từ những con ngựa đầu tiên được đưa đến Nga bởi những người Kalmyk từ Dzungaria trong thế kỷ 17.

## Lịch sử
Kalmyk được coi là một phần của nhóm giống ngựa Mông Cổ. Nguồn gốc dòng máu nền tảng ban đầu được mang đến Nga bởi người Kalmyk đã được lai với các giống ngựa yên khác, bao gồm ngựa Bashkort, ngựa Kazakh, ngựa Kabardin, ngựa Don, Anglo-Arab và ngựa Orel. Ngựa Kalmyk trở thành giống ngựa đóng vai trò ngựa lớn cho kỵ binh Nga từ khoảng giữa những năm 1600 cho tới khoảng năm 1740. Vào năm 1688, người Kalmyks lái 6.400 con ngựa đến Moscow để bán và sau đó, các sĩ quan Nga đã đi đến vùng Volga để mua ngựa Kalmyk. Hồ sơ từ những năm 1730 cho thấy các thương gia Nga đã chi hơn 7000 rúp một năm cho ngựa Kalmyk cho các trung đoàn Dragoon của Nga.
Ở thời gian thịnh hành nhất, giống ngựa này có thể đạt tới số lượng một triệu con, nhưng ngày nay gần như đã tuyệt chủng. Cuộc điều tra số lượng ngựa năm 1803 đã tìm thấy hơn 238.000 con. Tuy nhiên, không có giống chọn lọc đã được thực hiện từ ít nhất 1943, và đến năm 1986, giống này được coi là tuyệt chủng thông qua việc lai giống. Để hồi sinh giống, 522 con ngựa được đặt ở đó vẫn có đặc tính của giống gốc, chủ yếu ở các vùng bị cô lập, và bốn trại giống được thành lập ở Nga để phục hồi và bảo tồn giống.